# Cursorius rufus
El corredor rufo (Cursorius rufus) es una especie de ave Charadriiforme de la familia Glareolidae común en varios países del África austral: Sudáfrica, Namibia, Angola, Zambia.